# Arsi Harju
Arsi Harju (Arsi Ilari Harju; * 18. März 1974 in Kurikka) ist ein ehemaliger finnischer Kugelstoßer. 
1993 wurde Arsi Harju Dritter im Kugelstoßen bei den Junioreneuropameisterschaften. Bei den Olympischen Spielen 1996 konnte er sich nicht für das Finale qualifizieren.
Seine erste Medaille in der Erwachsenenklasse gewann Harju bei den Halleneuropameisterschaften 1998, als er mit 20,53 m Dritter wurde. Hinter dem Deutschen Oliver-Sven Buder (21,47 m) gewann Harjus Landsmann Mika Halvari Silber mit 20,59 m. Bei den Freilufteuropameisterschaften im gleichen Jahr wurde Harju mit 19,54 m Neunter. Nach einem fünften Platz mit 20,38 m bei den Hallenweltmeisterschaften 1999 konnte er sich im Sommer bei den Weltmeisterschaften in Sevilla erstmals für das Finale qualifizieren, schaffte dann aber im Finale keinen gültigen Stoß.
Bei den Olympischen Spielen 2000 in Sydney stellte Harju in der Qualifikation mit 21,39 m seine persönliche Bestleistung auf. Im Finale gewann er mit 21,29 m im zweiten Versuch vor den US-Amerikanern Adam Nelson mit 21,21 m und John Godina mit 21,20 m. Harju konnte mit seinem Sieg achtzig Jahre nach Ville Pörhölä die zweite Goldmedaille im Kugelstoßen nach Finnland holen. 
2001 gelang Harju dann auch bei den Weltmeisterschaften ein guter Wettkampf. Hinter John Godina (21,87 m) und Adam Nelson (21,24 m) gewann Harju mit 20,93 m Bronze. Er lag nur zwei Zentimeter vor dem Spanier Manuel Martínez und dem Jugoslawen Dragan Perić. 
2002 belegte Harju bei den Europameisterschaften 2002 mit 20,47 m den vierten Platz, 12 cm hinter dem Deutschen Ralf Bartels auf Platz drei. Ebenfalls Vierter wurde Harju bei den Hallenweltmeisterschaften 2003. Mit 20,96 m lag er 17 cm hinter Bronze und 28 cm hinter Gold zurück. 
Arsi Harju, der 1996 auf die Drehstoßtechnik umstellte, war im Stadion durch sein Outfit gut zu erkennen. Mit seinem rotblonden Bart und einem Kopftuch präsentierte sich Arsi Harju in allen großen Wettkämpfen als eine Mischung aus Wikinger und Pirat. Bei einer Körpergröße von 1,83 m betrug sein Wettkampfgewicht 125 kg.